# Бернед (коммуна)
Берне́д (фр. Bernède) — коммуна во Франции, находится в регионе Юг — Пиренеи. Департамент — Жер. Входит в состав кантона Рискль. Округ коммуны — Миранд.
Код INSEE коммуны — 32170.

## География
Коммуна расположена приблизительно в 610 км к югу от Парижа, в 135 км западнее Тулузы, в 65 км к западу от Оша.
По территории коммуны протекают реки Адур и Леес.

## Климат
Климат умеренно-океанический. Лето жаркое и немного дождливое, температура часто превышает 35 °С. Зимой часто бывает отрицательная температура и ночные заморозки. Годовое количество осадков — 700—900 мм.

## Население
Население коммуны на 2010 год составляло 216 человек.
| 1962 | 1968 | 1975 | 1982 | 1990 | 1999 | 2010 |
| ---- | ---- | ---- | ---- | ---- | ---- | ---- |
| 230  | 250  | 217  | 209  | 197  | 204  | 216  |

## Администрация
| Период | Период | Фамилия           | Партия        | Примечания |
| ------ | ------ | ----------------- | ------------- | ---------- |
| 2001   | 2014   | Жан-Луи Лабарб    | Разные правые |            |
| 2014   | 2020   | Даниэль Сен-Женес |               |            |

## Экономика
В 2010 году среди 126 человек трудоспособного возраста (15-64 лет) 91 были экономически активными, 35 — неактивными (показатель активности — 72,2 %, в 1999 году было 77,0 %). Из 91 активных жителей работали 86 человек (45 мужчин и 41 женщина), безработных было 5 (2 мужчин и 3 женщины). Среди 35 неактивных 4 человека были учениками или студентами, 23 — пенсионерами, 8 были неактивными по другим причинам.

## Достопримечательности
- Церковь XII века в готическом стиле и кладбище. Исторический памятник с 1946 года[4]

## Фотогалерея
- Церковь
- Карта коммуны